# 印斯茅斯疑雲
《印斯茅斯疑雲》（英語：The Shadow over Innsmouth），又译印斯茅斯小镇的阴霾，是美國小說家H·P·洛夫克拉夫特於1931年11月至12月創作的一部中篇恐怖小說，屬於克蘇魯神話系列。本作與作者於1920年寫成的《關於已故者亞瑟·傑爾敏及其家系的事實》有一定關聯。
故事講述主人公羅伯特·奥姆斯特德（Robert Olmstead）是一個到新英格蘭進行古物研究的學生，在抵達印斯茅斯之後，發現當地有一些怪事發生，最終揭示出深潛者的恐怖真相。
《異魔禁區》和《克蘇魯》這兩部電影皆依據本作改編。

## 出版

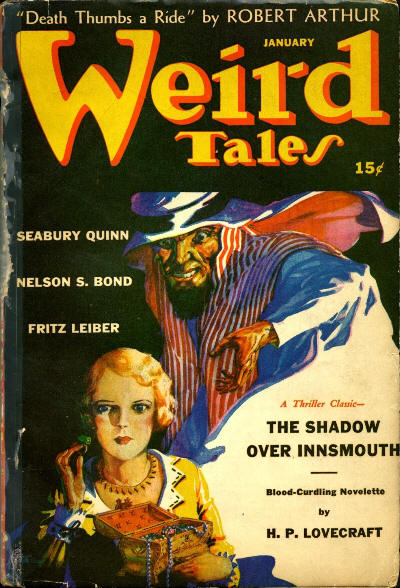
1942年《诡丽幻谭》雜誌出版了《印斯茅斯疑雲》

洛夫克拉夫特本人並不喜歡這部作品，在給奧古斯特·德雷斯的信中，他說：“這部作品有我所討厭的所有缺點，特別是就文體而言，我已盡力避免，但難免還是像陳詞濫調...不，我不打算出版《印斯茅斯疑雲》，它根本不可能過審”。
1933年，奧古斯特·德雷斯後來偷偷地把它寄給了《詭麗幻譚》雜誌的編輯法恩斯沃思·萊特，萊特說：“它很吸引人...但我不知道我該怎麼做。它很難分成兩部分，但單獨出版又太長了。” 
1935年末，威廉·L·克勞福德的幻象出版公司（Visionary Publishing Company）決定將《印斯茅斯疑雲》出版成書，1936年成書。但其中有大量錯別字，洛夫克拉夫特發現了30處出版錯誤，對其鬆散的裝幀也很不滿。
此書共印刷了200本，是作者生前唯一一本出版的書。作者死後的1942年，《诡丽幻谭》出版了《印斯茅斯疑雲》的刪減版。

## 外部連接
- 列在網路推理小說資料庫中的《印斯茅斯疑雲》
- The Shadow over Innsmouth（页面存档备份，存于），H. P. Lovecraft
- "Map of Innsmouth and Environs" （页面存档备份，存于） and a "Tourist's Guide to Innsmouth" （页面存档备份，存于）, from The Cthulhu Mythos: A Guide
- "The Harbor-Master" in In Search of the Unknown （页面存档备份，存于）, Robert Chambers; complete text from manybooks.net
- "Fishhead", by Irwin S. Cobb; complete text from Gaslight
- "Of Yoharneth-Lahai" from The Gods of Pegana, Lord Dunsany
- The Shadow over Innsmouth 1994 hardcover edition  （页面存档备份，存于） (cover below)
- "Fishmen" （页面存档备份，存于）, a Musical version on YouTube